# 安全管理系統
安全管理系統（英語：Safety management system，簡稱SMS）主要是在管理工作場所的安全風險，職業安全被定義為將風險降低到合理可行的低水準，以防止人們受傷。